# Рей Коніф
Рей Коніф (англ. Ray Conniff, повне ім'я Джозеф Реймонд Коніф; 6 листопада 1916, Еттлборо, Массачусетс — 12 жовтня 2002, Ескондідо, Каліфорнія) — американський музикант. Музичний стиль Коніфа полягає в поєднуванні звучання великого хору, з невеликим числом партій, при цьому всі групи голосів дублюють партії акомпануючих або солюючих музичних інструментів, тембрально доповнюючи їх звучання.

## Біографія
Батьки були музикантами — тромбоніст та піаністка і уже в дитинстві Рей навчився грати на тромбоні. У 1937 році приїхав до Нью-Йорка, де грав у оркестрах Банні Беріґена (Bunny Berigan) — Bob Crosby's Bobcats і Artie Shaw, і був аранжувальником. Одночасно відвідував заняття у Джульярдській музичній школі, де вивчав аранжування. Аранжувальником він служив і в Armed Forces Radio під час Другої світової війни. Після війни працював аранжувальником в оркестрі Гарі Джеймса (Harry James). З появою моди на джазовий стиль «бібоп» стали розпадатися великі оркестри, і відмовившись робити аранжування у подібному стилі, протягом двох років займався вивченням теорії популярної музики.
У 1954 році музикант підписав контракт з Columbia Records, а через п'ять років, у 1959 заснував The Ray Conniff Singers (12 жінок і 13 чоловіків). Уже перший альбом колективу «'S Wonderful» був упродовж 12 місяців на американському чарті «Топ-40». Ця група привела Коніфа до найуспішнішого альбому в його кар'єрі: «Десь моя любов» (Somewhere My Love, 1966). Заголовна пісня альбому, написана на музику «Тема Лари» з фільму «Доктор Живаго», була в десятці синглів у США. Також надзвичайно успішним був перший з чотирьох різдвяних (альбомів) «Різдво з Коніфом» (Christmas with Conniff, 1959). Майже через 50 років після його випуску, в 2004 році, Рей Коніф був посмертно нагороджений платиновим диском. Інші відомі релізи Singers включали «Ray Conniff's Hawaiian album» (1967), з гітом «Перлові мушлі» (Pearly Shells), і «Міст над неспокійною водою» (Bridge Over Troubled Water, 1970), в який увійшли оригінальні композиції Рея з «Someone», і переробки (remake) таких гітів, як «Все, що потрібно зробити, це мріяти» (All I Have to do is Dream), «Я ніколи більш не закохаюся» (I'll Never Fall in Love Again) і «Цяця» (Something).
Музично різними моментами в кар'єрі Рея Коніфа є два альбоми, які він підготував у співпраці зі старим другом Біллі Батерфілдом (Billy Butterfield). Альбом «Коніф знайомиться з Батерфілдом» (Conniff Meets Butterfield, 1959) з соло на трубі Баттерфілда і невеликою ритм-групою; і альбом «Just Kiddin Around» (з оригінальної композиції Коніфа 1940 р.), випущений у 1963 році, в якому соло на тромбоні виконав сам Рей. Обидва альбоми — це легкий джаз без вокалу. 1966 Коніф і його оркестр випустили альбом «Десь моя любов» (Somewhere My Love), що став їх найуспішнішим альбомом у США (досяг 9 -го рядка в «American Top 40»). Успіху диску сприяло те, що на ньому була записана переаранжована Коніфом мелодія Моріса Жарра для фільму «Доктор Живаго» («Laura's Theme»). Альбом також досяг верху двадцятки в США і став платиновим, а Коніф виграв Grammy. Сингл і альбом досягли високих позицій у міжнародних гіт-парадах (Австралії, Німеччини, Великої Британії, Японії). У 1969 Коніф три тижні очолював UK Albums Chart з альбомом «Його оркестр, його хор, його співаки, його звук» (His Orchestra, His Chorus, His Singers, His Sound).
У 1974 році Коніф, на запрошення Всесоюзної студії грамзапису «Мелодія», побував у Москві, де разом з ансамблем «Мелодія» записав платівку «Рей Коніф у Москві».
Останній диск оркестру Рея Коніфа «Do Ray Para O Rei» вийшов у 2000 році, проте і тепер у світі продовжують виходити компіляції з його творів.
Музикант помер 12 жовтня 2002 на 86-му році життя.

## Дискографія
- 1956 — 'S Wonderful
- 1957 — Dance the Bop!
- 1957 — 'S Marvelous
- 1958 — 'S Awful Nice
- 1958 — Concert in Rhythm, Vol.1
- 1958 — Broadway in Rhythm
- 1958 — Hollywood in Rhythm
- 1959 — It's The Talk of the Town
- 1959 — Conniff Meets Butterfield
- 1959 — Christmas with Conniff
- 1959 — Concert in Rhythm, Vol.2
- 1960 — Young at Heart
- 1960 — Say It with Music (A Touch of Latin)
- 1960 — Memories Are Made of This (Золотий диск)
- 1961 — Somebody Loves Me
- 1961 — 'S Continental
- 1962 — So Much in Love (Золотий диск)
- 1962 — Rhapsody in Rhythm
- 1962 — We Wish You a Merry Christmas (Золотий диск)
- 1962 — The Happy Beat
- 1963 — You Make Me Feel So Young
- 1963 — Speak to Me of Love
- 1964 — Friendly Persuasion
- 1964 — Invisible Tears
- 1965 — Love Affair
- 1965 — Музика з Mary Poppins, The Sound of Music, My Fair Lady та ін.
- 1965 — Here We Come A-Caroling (Різдвяний альбом)
- 1965 — Happiness Is
- 1966 — Somewhere My Love (Columbia Records)
- 1966 — Ray Conniff's World of Hits
- 1966 — En Español (The Ray Conniff Singers Sing It in Spanish)
- 1967 — This Is My Song
- 1967 — Ray Conniff's Hawaiian Album
- 1967 — It Must Be Him (Золотий диск)
- 1968 — Honey (Золотий диск)
- 1968 — Turn Around Look at Me
- 1969 — I Love How You Love Me
- 1969 — His Orchestra, His Chorus, His singers, His Sound
- 1969 — Live Europa Tournee 1969 (Concert in Stereo)
- 1969 — Jean
- 1969 — Live At 'The Sahara Tahoe' (Concert in Stereo)
- 1970 — Bridge Over Troubled Water
- 1970 — We've Only Just Begun
- 1970 — Hello Young lovers
- 1970 — Love Story
- 1971 — Great Contemporary Instrumental Hits
- 1971 — I'd Like to Teach the World to Sing
- 1972 — Love Theme from «The Godfather»
- 1972 — Alone Again (Naturally)
- 1972 — I Can See Clearly Now
- 1973 — Ray Conniff in Britain
- 1973 — You Are the Sunshine of My Life
- 1973 — Harmony
- 1973 — The Way We Were
- 1974 — The Happy Sound of Ray Conniff
- 1974 — Ray Conniff In Moscow
- 1975 — Laughter in the Rain
- 1975 — Another Somebody Done Somebody Wrong Song
- 1975 — Love Will Keep Us Together
- 1975 — I Write the Songs
- 1975 — Live in Japan
- 1976 — Send in the Clowns
- 1976 — Theme from SWAT and Other TV Themes
- 1976 — After the Lovin
- 1977 — Exitos Latinos
- 1978 — Ray Conniff Plays the Bee Gees and Other Great Hits
- 1979 — I Will Survive
- 1980 — The Perfect '10' Classics
- 1980 — Exclusivamente Latino
- 1981 — Siempre Latino
- 1982 — The Nashville Connection
- 1982 — Musik für Millionen (partly produced for a German TV show in 1982)
- 1982 — Amor Amor
- 1983 — Fantastico
- 1984 — Supersonico
- 1985 — Campeones
- 1986 — Say You Say Me
- 1986 — 30th Anniversary Edition
- 1987 — Always in My Heart
- 1988 — Interpreta 16 Exitos De Manuel Alejandro
- 1990 — Ray Conniff Plays Broadway
- 1991 — 'S Always Conniff
- 1993 — Latinisimo
- 1995 — 40th Anniversary
- 1997 — Live in Rio (aka Mi Historia)
- 1997 — I Love Movies
- 1998 — My Way
- 1999 — 'S Country
- 1999 — 'S Christmas
- 2000 — Do Ray Para O Rei